# Andrés Scotti
Andrés Scotti Ponce de León (n. 14 decembrie 1975 în Montevideo) este un fotbalist uruguayan retras din activitate.

## Cariera la club
Și-a început cariera în 1996 jucând pentru Central Español înainte de transferul la Wanderers în 1997.
Pe 8 ianuarie 2010 Colo Colo a semnat cu fundașul uruguayan de la Argentinos Juniors.

## Cariera internațională
Scotti a jucat pentru Uruguay la Copa América 2007 și la Campionatul Mondial de Fotbal 2010.

## Goluri internaționale
| #  | Data              | Stadion                                 | Adversar | Scor  | Rezultat | Competiția                                        |
| -- | ----------------- | --------------------------------------- | -------- | ----- | -------- | ------------------------------------------------- |
| 1. | 9 septembrie 2009 | Estadio Centenario, Montevideo, Uruguay | Columbia | 2 – 1 | 3 – 1    | Calificările Campionatului Mondial de Fotbal 2010 |